# Grand Prix Włoch 2017

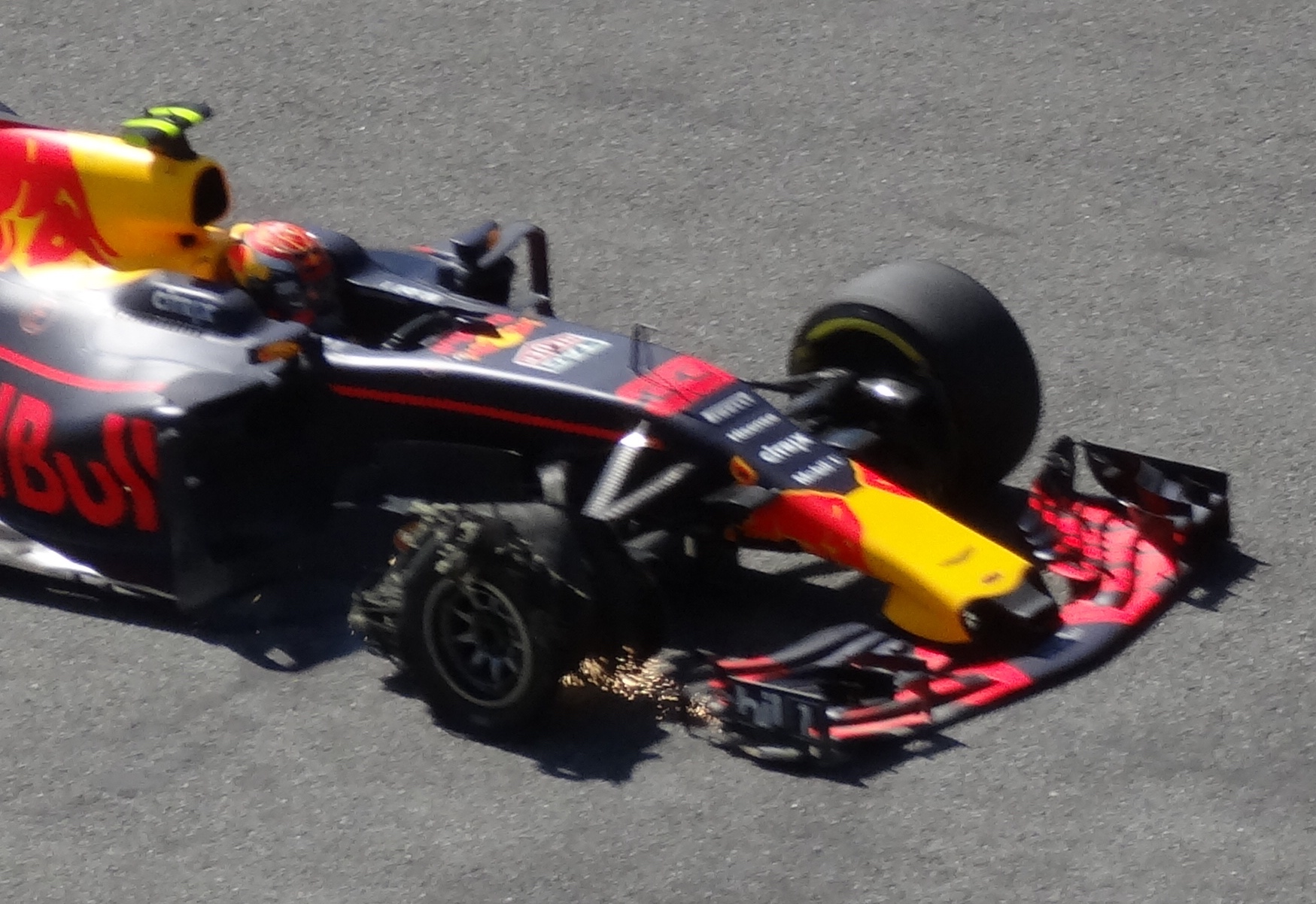
Przebita opona w bolidzie Maksa Verstappena podczas Grand Prix Włoch 2017

Grand Prix Włoch 2017 (oficjalnie Formula 1 Gran Premio Heineken d’Italia 2017) – trzynasta eliminacja Mistrzostw Świata Formuły 1 w sezonie 2017. Grand Prix odbyło się w dniach 1–3 września na torze Autodromo Nazionale di Monza w mieście Monza.

## Lista startowa
Źródło: Wyprzedź Mnie!
| Nr | Kierowca          | Zespół                           | Samochód                      | Silnik                | Opony |
| -- | ----------------- | -------------------------------- | ----------------------------- | --------------------- | ----- |
| 2  | Stoffel Vandoorne | McLaren Honda Formula 1 Team     | McLaren MCL32                 | Honda RA617H 1.6T V6  | P     |
| 3  | Daniel Ricciardo  | Red Bull Racing                  | Red Bull RB13                 | TAG Heuer 1.6T V6     | P     |
| 5  | Sebastian Vettel  | Scuderia Ferrari                 | Ferrari SF70H                 | Ferrari 059/5 1.6T V6 | P     |
| 7  | Kimi Räikkönen    | Scuderia Ferrari                 | Ferrari SF70H                 | Ferrari 062 1.6T V6   | P     |
| 8  | Romain Grosjean   | Haas F1 Team                     | Haas VF-17                    | Ferrari 062 1.6T V6   | P     |
| 9  | Marcus Ericsson   | Sauber F1 Team                   | Sauber C36                    | Ferrari 059/5 1.6T V6 | P     |
| 11 | Sergio Pérez      | Sahara Force India F1 Team       | Force India VJM10             | Mercedes 1.6T V6      | P     |
| 14 | Fernando Alonso   | McLaren Honda Formula 1 Team     | McLaren MCL32                 | Honda RA617H 1.6T V6  | P     |
| 18 | Lance Stroll      | Williams Martini Racing          | Williams FW40                 | Mercedes 1.6T V6      | P     |
| 19 | Felipe Massa      | Williams Martini Racing          | Williams FW40                 | Mercedes 1.6T V6      | P     |
| 20 | Kevin Magnussen   | Haas F1 Team                     | Haas VF-17                    | Ferrari 059/5 1.6T V6 | P     |
| 26 | Daniił Kwiat      | Scuderia Toro Rosso              | Toro Rosso STR12              | Renault 1.6T V6       | P     |
| 27 | Nico Hülkenberg   | Renault Sport Formula One Team   | Renault R.S.17                | Renault 1.6T V6       | P     |
| 30 | Jolyon Palmer     | Renault Sport Formula One Team   | Renault R.S.17                | Renault 1.6T V6       | P     |
| 31 | Esteban Ocon      | Sahara Force India F1 Team       | Force India VJM10             | Mercedes 1.6T V6      | P     |
| 33 | Max Verstappen    | Red Bull Racing                  | Red Bull RB13                 | TAG Heuer 1.6T V6     | P     |
| 44 | Lewis Hamilton    | Mercedes AMG Petronas Motorsport | Mercedes AMG F1 W08 EQ Power+ | Mercedes 1.6T V6      | P     |
| 55 | Carlos Sainz Jr.  | Scuderia Toro Rosso              | Toro Rosso STR12              | Renault 1.6T V6       | P     |
| 77 | Valtteri Bottas   | Mercedes AMG Petronas Motorsport | Mercedes AMG F1 W08 EQ Power+ | Mercedes 1.6T V6      | P     |
| 94 | Pascal Wehrlein   | Sauber F1 Team                   | Sauber C36                    | Ferrari 059/5 1.6T V6 | P     |
| Nr | Kierowca          | Zespół                           | Samochód                      | Silnik                | Opony |

## Wyniki

### Sesje treningowe
Źródło: Wyprzedź Mnie!
| Sesja | Nr | Kierowca        | Konstruktor       | Czas     | Okr. |
| ----- | -- | --------------- | ----------------- | -------- | ---- |
| 1     | 44 | Lewis Hamilton  | Mercedes          | 1:21,537 | 28   |
| 2     | 77 | Valtteri Bottas | Mercedes          | 1:21,406 | 25   |
| 3     | 19 | Felipe Massa    | Williams–Mercedes | 1:40,660 | 4    |

### Kwalifikacje
Źródło: Wyprzedź Mnie!
| Poz. | Nr | Kierowca          | Konstruktor          | Q1       | Q2       | Q3       | Poz. s. |
| --- | --- | ----------------- | -------------------- | -------- | -------- | -------- | ------- |
| 1 | 44 | Lewis Hamilton    | Mercedes             | 1:36,009 | 1:34,660 | 1:35,554 | 1       |
| 2 | 33 | Max Verstappen    | Red Bull–TAG Heuer   | 1:37,344 | 1:36,113 | 1:36,702 | 13      |
| 3 | 3 | Daniel Ricciardo  | Red Bull–TAG Heuer   | 1:38,304 | 1:37,313 | 1:36,841 | 16      |
| 4 | 18 | Lance Stroll      | Williams–Mercedes    | 1:37,653 | 1:37,002 | 1:37,032 | 2       |
| 5 | 31 | Esteban Ocon      | Force India–Mercedes | 1:38,775 | 1:37,580 | 1:37,719 | 3       |
| 6 | 77 | Valtteri Bottas   | Mercedes             | 1:35,716 | 1:35,396 | 1:37,833 | 4       |
| 7 | 7 | Kimi Räikkönen    | Ferrari              | 1:38,235 | 1:37,031 | 1:37,987 | 5       |
| 8 | 5 | Sebastian Vettel  | Ferrari              | 1:37,198 | 1:36,223 | 1:38,064 | 6       |
| 9 | 19 | Felipe Massa      | Williams–Mercedes    | 1:38,338 | 1:37,456 | 1:38,251 | 7       |
| 10 | 2 | Stoffel Vandoorne | McLaren–Honda        | 1:38,767 | 1:37,471 | 1:39,157 | 18      |
| 11 | 11 | Sergio Pérez      | Force India–Mercedes | 1:38,511 | 1:37,582 | –        | 10      |
| 12 | 27 | Nico Hülkenberg   | Renault              | 1:39,242 | 1:38,059 | –        | 14      |
| 13 | 14 | Fernando Alonso   | McLaren–Honda        | 1:39,134 | 1:38,202 | –        | 19      |
| 14 | 26 | Daniił Kwiat      | Toro Rosso           | 1:39,183 | 1:38,245 | –        | 8       |
| 15 | 55 | Carlos Sainz Jr.  | Toro Rosso           | 1:39,788 | 1:38,526 | –        | 15      |
| 16 | 20 | Kevin Magnussen   | Haas–Ferrari         | 1:40,489 | –        | –        | 9       |
| 17 | 30 | Jolyon Palmer     | Renault              | 1:40,646 | –        | –        | 17      |
| 18 | 9 | Marcus Ericsson   | Sauber               | 1:41,732 | –        | –        | 11      |
| 19 | 94 | Pascal Wehrlein   | Sauber               | 1:41,875 | –        | –        | 12      |
| Niesklasyfikowani | |                   |                      |          |          |          |         |
| | 8 | Romain Grosjean   | Haas–Ferrari         | 1:43,355 | –        | –        | 20      |
| Poz. | Nr | Kierowca          | Konstruktor          | Q1       | Q2       | Q3       | Poz. s. |
| \| Legenda \| Legenda \| \| ------------------------ \| ---------------------------------------------------------------------------------------------------------------------------------------------------------------------------------------------------------------------------------------------------------------- \| \| Poz. Nr Q1 Q2 Q3 Poz. s. \| Pozycja zajęta w sesji kwalifikacyjnej Numer startowy kierowcy Wynik uzyskany w pierwszej części kwalifikacji Wynik uzyskany w drugiej części kwalifikacji Wynik uzyskany w trzeciej części kwalifikacji Pozycja startowa po uwzględnięniu kar, przesunięć, itp. \| | |                   |                      |          |          |          |         |
| Legenda | |                   |                      |          |          |          |         |
| Poz. Nr Q1 Q2 Q3 Poz. s. | Pozycja zajęta w sesji kwalifikacyjnej Numer startowy kierowcy Wynik uzyskany w pierwszej części kwalifikacji Wynik uzyskany w drugiej części kwalifikacji Wynik uzyskany w trzeciej części kwalifikacji Pozycja startowa po uwzględnięniu kar, przesunięć, itp. |                   |                      |          |          |          |         |

### Wyścig
Źródło: Wyprzedź Mnie!
| P                 | + / –     | Nr | Kierowca          | Konstruktor          | Okr. | Czas / Strata | Komentarz          |
| ----------------- | --------- | -- | ----------------- | -------------------- | ---- | ------------- | ------------------ |
| 1                 | Bez zmian | 44 | Lewis Hamilton    | Mercedes             | 53   | 1:15:32,312   |                    |
| 2                 | 2         | 77 | Valtteri Bottas   | Mercedes             | 53   | +0:04,471     |                    |
| 3                 | 3         | 5  | Sebastian Vettel  | Ferrari              | 53   | +0:36,317     |                    |
| 4                 | 12        | 3  | Daniel Ricciardo  | Red Bull–TAG Heuer   | 53   | +0:40,335     |                    |
| 5                 | Bez zmian | 7  | Kimi Räikkönen    | Ferrari              | 53   | +1:00,082     |                    |
| 6                 | 3         | 31 | Esteban Ocon      | Force India–Mercedes | 53   | +1:11,528     |                    |
| 7                 | 5         | 18 | Lance Stroll      | Williams–Mercedes    | 53   | +1:14,156     |                    |
| 8                 | 1         | 19 | Felipe Massa      | Williams–Mercedes    | 53   | +1:14,834     |                    |
| 9                 | 1         | 11 | Sergio Pérez      | Force India–Mercedes | 53   | +1:15,276     |                    |
| 10                | 3         | 33 | Max Verstappen    | Red Bull–TAG Heuer   | 52   | +1 okr.       |                    |
| 11                | 2         | 20 | Kevin Magnussen   | Haas–Ferrari         | 52   | +1 okr.       |                    |
| 12                | 4         | 26 | Daniił Kwiat      | Toro Rosso           | 52   | +1 okr.       |                    |
| 13                | 1         | 27 | Nico Hülkenberg   | Renault              | 52   | +1 okr.       |                    |
| 14                | 1         | 55 | Carlos Sainz Jr.  | Toro Rosso           | 52   | +1 okr.       |                    |
| 15                | 5         | 8  | Romain Grosjean   | Haas–Ferrari         | 52   | +1 okr.       |                    |
| 16                | 4         | 94 | Pascal Wehrlein   | Sauber               | 51   | +2 okr.       |                    |
| 17                | 2         | 14 | Fernando Alonso   | McLaren–Honda        | 50   | +3 okr.       | skrzynia biegów    |
| 18                | 7         | 9  | Marcus Ericsson   | Sauber               | 49   | +4 okr.       | zawieszenie        |
| Niesklasyfikowani |           |    |                   |                      |      |               |                    |
|                   |           | 2  | Stoffel Vandoorne | McLaren–Honda        | 33   | +20 okr.      | jednostka napędowa |
|                   |           | 30 | Jolyon Palmer     | Renault              | 29   | +24 okr.      | jednostka napędowa |
| P                 | + / –     | Nr | Kierowca          | Konstruktor          | Okr. | Czas / Strata | Komentarz          |

### Najszybsze okrążenie
Źródło: Wyprzedź Mnie!
| Nr | Kierowca         | Konstruktor        | Czas     | Okr. |
| -- | ---------------- | ------------------ | -------- | ---- |
| 3  | Daniel Ricciardo | Red Bull–TAG Heuer | 1:23,361 | 49   |

## Prowadzenie w wyścigu
Źródło: Racing–Reference.info
| Nr                              | Kierowca        | Okrążenia   | Suma |
| ------------------------------- | --------------- | ----------- | ---- |
| 44                              | Lewis Hamilton  | 1-31, 33-53 | 51   |
| 77                              | Valtteri Bottas | 31-33       | 2    |
| \| Wykres \| \| ------ \| \| \| |                 |             |      |
| Wykres                          |                 |             |      |
|                                 |                 |             |      |

## Klasyfikacja po zakończeniu wyścigu

### Kierowcy
| P                 | +/− | Kierowca           | Starty | Punkty | P1 | P2 | P3 | PP | NO | NS |
| ----------------- | --- | ------------------ | ------ | ------ | -- | -- | -- | -- | -- | -- |
| 1                 | +1  | Lewis Hamilton     | 13     | 238    | 6  | 2  | –  | 8  | 6  | –  |
| 2                 | −1  | Sebastian Vettel   | 13     | 235    | 4  | 5  | 1  | 2  | 2  | –  |
| 3                 | 0   | Valtteri Bottas    | 13     | 197    | 2  | 4  | 3  | 2  | –  | 1  |
| 4                 | 0   | Daniel Ricciardo   | 13     | 144    | 1  | –  | 5  | –  | 1  | 3  |
| 5                 | 0   | Kimi Räikkönen     | 13     | 138    | –  | 2  | 2  | 1  | 2  | 1  |
| 6                 | 0   | Max Verstappen     | 13     | 68     | –  | –  | 1  | –  | –  | 6  |
| 7                 | 0   | Sergio Pérez       | 13     | 58     | –  | –  | –  | –  | 1  | 1  |
| 8                 | 0   | Esteban Ocon       | 13     | 55     | –  | –  | –  | –  | –  | –  |
| 9                 | 0   | Carlos Sainz Jr.   | 13     | 36     | –  | –  | –  | –  | –  | 4  |
| 10                | 0   | Nico Hülkenberg    | 13     | 34     | –  | –  | –  | –  | –  | 2  |
| 11                | 0   | Felipe Massa       | 12     | 31     | –  | –  | –  | –  | –  | 2  |
| 12                | +1  | Lance Stroll       | 13     | 24     | –  | –  | 1  | –  | –  | 3  |
| 13                | −1  | Romain Grosjean    | 13     | 24     | –  | –  | –  | –  | –  | 3  |
| 14                | 0   | Kevin Magnussen    | 13     | 11     | –  | –  | –  | –  | –  | 3  |
| 15                | 0   | Fernando Alonso    | 11     | 10     | –  | –  | –  | –  | 1  | 5  |
| 16                | 0   | Pascal Wehrlein    | 11     | 5      | –  | –  | –  | –  | –  | 2  |
| 17                | 0   | Daniił Kwiat       | 13     | 4      | –  | –  | –  | –  | –  | 3  |
| 18                | 0   | Stoffel Vandoorne  | 12     | 1      | –  | –  | –  | –  | –  | 4  |
| 19                | 0   | Jolyon Palmer      | 12     | 0      | –  | –  | –  | –  | –  | 4  |
| 20                | 0   | Marcus Ericsson    | 13     | 0      | –  | –  | –  | –  | –  | 3  |
| 21                | 0   | Antonio Giovinazzi | 2      | 0      | –  | –  | –  | –  | –  | 1  |
| Niesklasyfikowani |     |                    |        |        |    |    |    |    |    |    |
|                   |     | Jenson Button      | 1      | –      | –  | –  | –  | –  | –  | 1  |
|                   |     | Paul di Resta      | 1      | –      | –  | –  | –  | –  | –  | 1  |
| P                 | +/− | Kierowca           | Starty | Punkty | P1 | P2 | P3 | PP | NO | NS |

### Konstruktorzy
| P  | +/− | Konstruktor               | Starty | Punkty | P1 | P2 | P3 | PP | NO | NS |
| -- | --- | ------------------------- | ------ | ------ | -- | -- | -- | -- | -- | -- |
| 1  | 0   | Mercedes                  | 26     | 435    | 8  | 6  | 3  | 10 | 6  | 1  |
| 2  | 0   | Ferrari                   | 26     | 373    | 4  | 7  | 3  | 3  | 4  | 1  |
| 3  | 0   | Red Bull Racing TAG Heuer | 26     | 212    | 1  | –  | 6  | –  | 1  | 9  |
| 4  | 0   | Force India Mercedes      | 26     | 113    | –  | –  | –  | –  | 1  | 1  |
| 5  | 0   | Williams Mercedes         | 26     | 55     | –  | –  | 1  | –  | –  | 6  |
| 6  | 0   | Toro Rosso                | 26     | 40     | –  | –  | –  | –  | –  | 7  |
| 7  | 0   | Haas Ferrari              | 26     | 35     | –  | –  | –  | –  | –  | 6  |
| 8  | 0   | Renault                   | 25     | 34     | –  | –  | –  | –  | –  | 6  |
| 9  | 0   | McLaren Honda             | 24     | 11     | –  | –  | –  | –  | 1  | 10 |
| 10 | 0   | Sauber                    | 26     | 5      | –  | –  | –  | –  | –  | 6  |
| P  | +/− | Kierowca                  | Starty | Punkty | P1 | P2 | P3 | PP | NO | NS |